# Epimetasia rufoarenalis
Epimetasia rufoarenalis là một loài bướm đêm trong họ Crambidae.